# Pentium
Pentium este o marcă înregistrată folosită pentru o serie de microprocesoare compatibile x86 produse de Intel. În forma sa cea mai întâlnită, un procesor Pentium este un produs de consum cu o clasificare de două stele, poziționat mai sus decât produsele Atom și Celeron, dar mai jos decât rapidele Core i3, i5 și i7 sau procesoarele de ultimă generație Xeon. Numele Pentium provine din cuvântul grec pente, care înseamnă cinci. 

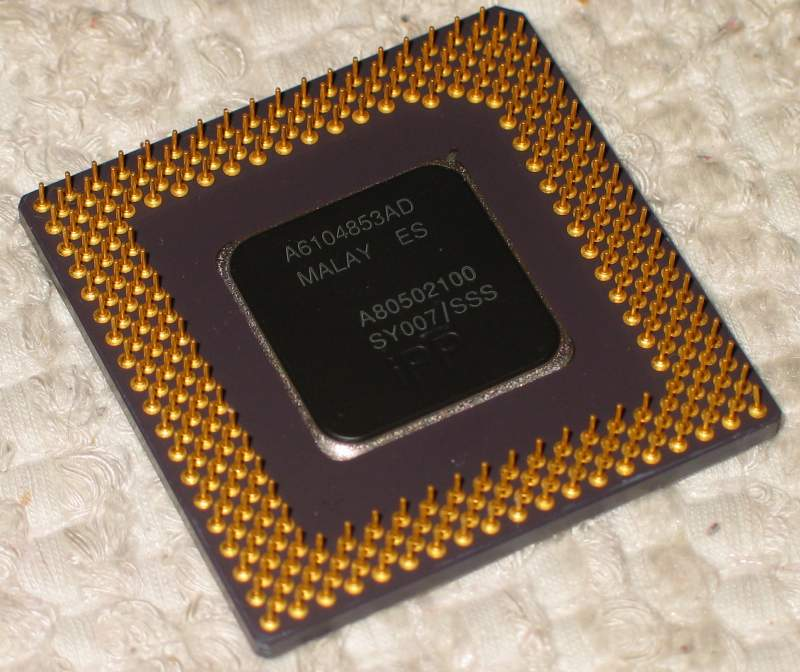
Intel Pentium 100 MHz